# ドイツ文学論 (フリードリヒ大王)
『ドイツ文学論』は、プロイセン王フリードリヒ2世による1780年の著作。原題はフランス語で De la Littérature allemande, des défauts qu'on peut lui reprocher, quelles en sont les causes, et par quels moyens on peut les corriger（ドイツ文学について。その欠陥と原因、その改善方法）。

## 文書の特徴
当時のプロイセンでは、ドイツ語でなくフランス語が宮廷で使われており、フリードリヒ2世はフランス・ロココ様式のサンスーシ宮殿を築き、フランスの思想家ヴォルテールを招いて庇護した。
フリードリヒ2世は、1780年に『ドイツ文学について、非難されるべき欠点、その原因と改善策』 をフランス語で著述し、ドイツ文学の惨状の原因として戦争の影響があり、またドイツが政治的な統一国家を作れないこと、さらにドイツ語が多種の異なる方言をもつ未発達な言語であり統一言語がないことなどにあるとした。
フリードリヒ2世は、ドイツ文学で評価できるのはクリスティアン・ゲッレールト（ゲラート）（1715年 - 1769年）の寓話、エヴァルト・クリスティアン・フォン・クライスト（Ewald Christian von Kleist、1715年 - 1759年）、ザロモン・ゲスナー（Salomon Geßner、1730年 - 1788年)の『Idyllen（牧歌）』（1756年）、コルネリウス・ヘルマン・フォン・アイレンホフ（Cornelius Hermann von Ayrenhoff、1733年 - 1819年)の『Der Postzug （郵便馬車）』（1769年）ぐらいで、他はシェイクスピアやゲーテの『ゲッツ』のように芸術の規則を無視したものばかりであるとする。
ドイツ語訳はプロイセン王国枢密顧問官のクリスティアン・コンラート・ヴィルヘルム・ドーム（Christian Konrad Wilhelm Dohm、1751年 - 1820年）が行った。ドームはユダヤ系哲学者メンデルスゾーンとともにユダヤ人の解放を訴えた。

## 書誌
- De la Litterature allemande : des défauts qu'on peut lui réprocher, quelles en sont les causes, et par quels moyens on peut les corriger,Berlin : Decker, 1780.
- ドイツ語訳：Friedrich der Große, Über die deutsche Litteratur, die Mängel die man ihr vorwerfen kann, die Ursachen derselben und die Mittel sie zu verbessern. Aus dem Französischen übersetzt (Übers. Christian Konrad Wilhelm Dohm) (1780)